# 2009年中華職棒假球事件
2009年中華職棒假球事件（黑象事件），又稱中華職棒簽賭案、黑象事件，是指在2009年在台灣發生的中華職業棒球大聯盟選手涉嫌接受地下賭盤組頭收買，配合打假球的事件。這是中華職棒第五次假球事件。由於收網時間正好在2009年台灣大賽結束隔天（10月26日），因此又被戲稱「台灣大賽第八戰」，而五年內四度偵辦假球案的地檢署也被戲稱為「地檢鼠隊」，引為另類話題。
臺灣板橋地方法院檢察署檢察官王正皓在2009年台灣大賽結束隔天發動大規模搜索及約談行動，約談對象包括組頭、前職棒球員和現役職棒選手。根據檢察機關的調查，綽號「雨刷」的地下賭盤負責人蔡政宜涉嫌透過退役職棒球員黃俊中和莊侑霖（原名莊宏亮）等人和現役選手聯絡，以買車、金錢、喝花酒與性招待收買選手打假球，藉以操控比賽，使蔡政宜等人在地下賭盤獲利。檢方並在偵辦過程中查出台南縣議會議長吳健保涉嫌在2007年以金錢收買、恐嚇等方式操控中信鯨球員打假球。涉案職棒球員部分以兄弟象、La New熊和中信鯨三隊為主，包括象隊曹錦輝、熊隊張誌家等具有旅外經驗（曾在美國職棒大聯盟和日本職棒出賽）的著名選手都遭到約談。此外，前兄弟象總教練中込伸遭到拘提偵訊及起訴求刑，後坦承涉案，成為世界職棒史上第一位坦承打假球的職棒總教練。
由於涉案人數眾多，兄弟象及La New熊面臨球員短缺乃至球團考慮解散的危機，連帶影響中華職棒2010年球季能否順利開打。馬英九政府為此召開台灣第一次棒球國是會議，討論中華職棒的除弊與興利等各項發展問題。中華職棒也以此為契機通過多項制度改革方案，包括談論多年的自由球員制度、最低工資保障等。
王正皓在2010年2月10日偵查本案終結，共計遭起訴、緩起訴或不起訴處分者合計67人，其中24人遭起訴，35名現役或前職棒球員認罪並繳交不法所得、獲得緩起訴或不起訴處分。檢方並查出，2006年間，台灣至少有9個假球集團介入職棒比賽。本案是中華職棒五次遭檢方調查的假球案中，規模最大、涉案球員最多的一次。
2010年底，中込伸依《中華民國刑法》詐欺罪判處有期徒刑及罰金；2011年6月30日，臺灣板橋地方法院宣判，陳致遠、張誌家及蔡豐安等球星，以及吳健保、蔡政宜等組頭，依詐欺罪判處徒刑及罰金。陳致遠遭判處2年6個月有期徒刑、併科罰金新台幣350萬元。張誌家遭判處2年2個月有期徒刑、併科罰金新台幣300萬元。蔡豐安1年有期徒刑、併科罰金新台幣200萬元。
2014年8月13日，臺灣高等法院二審宣判，認為陳致遠、蔡豐安等人確實有打假球，但依照舊法，所犯之罪並非一罪一罰，連續犯應視為一次犯罪，並且適用《罪犯減刑條例》；陳致遠、蔡豐安皆改判6個月有期徒刑，張誌家判4個月有期徒刑，皆可易科罰金；並撤銷陳致遠、張誌家等原併科新台幣數百萬元罰金的判決。至於簽賭集團對球員性招待，二審認為，必須證明與打假球有對價關係，才屬於舞弊。
2022年九合一選舉，蔡政宜以無黨籍當選嘉義縣議員，得票數為嘉義縣第三高票、嘉義縣第四選舉區第一高票，引發爭議。

## 背景及案情概述
2009年球季結束後檢方收押地下簽賭案負責人蔡政宜等人，並大規模約談中職球員與教練，至2010年2月5日為止共有兄弟象、La new熊、興農牛與中信鯨（已解散）等四隊球員遭約談，其中象隊幾乎有一半的本土球員涉案、遭禁賽。整個中職則已有31位現役與前職棒球員因認罪或遭檢方羈押、交保處分而被所屬球隊開除、聯盟（及中華棒協）永不錄用。

## 檢調調查經過

### 雨刷集團
2009年10月26日，板橋地檢署檢察官王正皓約談綽號「雨刷」的簽賭站負責人蔡政宜、總管黃仁義、組頭余則彬和擔任仲介的基層教練張宗傑等四人，同時約談前職棒選手黃俊中、莊侑霖（莊宏亮），六人在偵訊後收押禁見。檢調單位在莊侑霖家中搜索時意外發現兩萬五千顆搖頭丸。
11月5日，蔡政宜認罪，坦承透過莊宏亮、黃俊中等人居間牽線，以送錢、吃飯、上酒店及找車商介紹買車等方式收買球員打假球。蔡政宜在當年九月九日象熊之戰中，分別以廿萬收買中繼投手吳保賢及部分野手、一百萬收買先發投手李濠任，要李一開始就被打爆。這場球讓集團獲利千餘萬元，收買球員的莊宏亮分得兩百七十萬。另外還有起碼八場比賽，集團也以類似手法大撈一票。
11月5日，檢察官王正皓拘提「雨刷集團」中綽號黑豬的南部組頭陳東興到案，偵訊後收押禁見，陳東興曾是高雄三民高中棒球隊及甲組成棒台電隊球員，高中時期和黃俊中是隊友，熟知棒球生態。他利用這層關係攏絡現役職棒球員，負責兄弟象以外的職棒球員。
11月中旬，在押的雨刷集團成員龜山國中棒球教練張宗傑因坦承涉案且供出所有犯罪情節，獲法院裁定交保。

### 兄弟象隊
10月28日，台北市調處約談涉嫌打假球的九名職棒球員，包括兄弟象六人、La New熊二人和興農牛一人。10月29日，兄弟象球員王勁力坦承擔任白手套（內部代理人）為雨刷集團收買象隊球員打假球，並繳出不法所得。吳保賢、朱鴻森亦認罪並繳出不法所得、李濠任認罪（後在11月10日繳出不法所得84萬）。兄弟象隨即將以上四位球員開除。11月2日，球員汪竣泰認罪並繳交廿餘萬不法所得。
10月29日，兄弟象隊宣布明年將不與曹錦輝和中込伸續約。雖然曹錦輝在接受約談時堅決否認涉案，但兄弟象領隊洪瑞河表示曹錦輝和「雨刷」多次見面，有違紀律與形象，而中込伸身為總教練，隊上多人涉案，也必須負起連帶責任，因此不與兩人續約。
11月2日，象隊領隊洪瑞河表示遭檢方交保候傳處分的買嘉瑞、黃正偉、郭一峰、黃榮義四名象隊球員，在有問題的球賽中或未上場，或在二軍，因此象隊將為四人向板檢撤銷具保。同日，兄弟象日籍前總教練中込伸到桃園機場準備搭機返回母國日本，遭移民官留置，隨後由航警拘提並移送板橋地檢署偵訊，偵訊後交保候傳。中込伸堅決否認涉入打假球案件。
11月16日，板檢傳喚兄弟象隊員楊宗範，楊宗範表示確實有人和他接觸要他打假球，但被他拒絕。檢方訊問後依詐欺罪嫌命楊宗範以8萬元交保。
12月22日，板檢公布前兩週秘密傳訊的前兄弟象球員，其中劉俊男（2007年離隊）、莊瑋全（本名莊培全，2009年1月離隊）、楊博任（2008年底離隊）交保（三人皆時為桃園航空城隊），另外田顯明（2007年離隊）認罪並繳交涉案所得15萬元，訊後遭飭回、陳懷山（2008年底離隊、現為桃園航空城隊），訊後遭飭回。
12月23日，兄弟象隊正式宣布不與曹錦輝續約。曹錦輝在10月以被告身分接受檢方約談時堅決否認打假球，但透過經紀人承認「交友不慎」、多次與組頭吃飯。兄弟球團原本保留續約的可能性，但最終以「球迷不諒解曹錦輝的行為，我們認為他的行為有瑕疵」、「球團採取高道德標準」為由正式確定不與曹錦輝續約，中華職棒其他三支球隊也不會吸收他。
2010年1月6日，兄弟象隊投手廖誠主動發表聲明稿坦承收受雨刷集團的金錢，但未曾在比賽中放水。廖于誠表示雨刷集團在2007年透過王勁力和他聯絡打放水球後，他曾在當年一場比賽中非故意地表現失常，被雨刷認為配合放水，因而由王勁力轉交60萬給他，他將錢收下後良心不安，捐出一半於公益用途。他將會把60萬繳交給檢方。象隊隨後緊急發布聲明，開除廖于誠。
1月8日，板檢約談前象隊球員蔡豐安（於2006年球季中離隊），訊問後聲押，板橋地方法院裁定以20萬元交保。洪瑞河晚間表示，2006年象隊釋出蔡豐安時，「他就已承認這事」，所以球團才將他釋出。蔡豐安表示自己絕無涉案，會在基層繼續推動棒球運動。中華棒協和學生棒球聯盟在12日宣布禁止蔡豐安登錄教練、參加比賽。
1月14日，調查局台北市調處約談前兄弟象球隊巴士司機莊芳承，莊芳承坦承犯案，在球賽進行中擔任組頭與球員間的緊急聯絡人，傳遞臨時改變的打假球策略訊息。由於球員進入球場打球後幾乎無法與外界聯繫，莊芳承以職務之便在組頭臨時改變打假球策略時，進入休息室傳遞訊息。
1月30日，原本否認涉案，由兄弟象球團向檢方申請撤保的黃正偉與郭一峰坦承涉案並繳出不法所得。兄弟象隊將二人開除。

### La New熊隊
11月18日，板橋地檢署約談La New熊隊蔡宗佑及蔡英峰兩名球員，兩人坦承涉案，擔任白手套為雨刷集團收買球員打假球，方式與象隊如出一轍，包括現金、喝花酒與性招待。蔡宗佑稍後繳出犯罪所得7萬。兩人遭檢方交保候傳，La New熊隊隨即宣布將二人開除。19日，檢方約談La New熊隊另外三名球員許文雄、蔣智聰及黃小偉，三人都坦承遭收買打假球。黃小偉稍後繳出不法所得10萬。20日，熊隊球員許志華、林津平、前球員許志昌（現為業餘成棒甲組台北市隊）在檢方約談時坦承涉案，稱從2007年就開始打假球，三人交保候傳。熊隊立即將前二人開除，至此已因本案開除七名球員。
12月7日，板橋地檢署傳訊投手張誌家後，依賭博、詐欺罪嫌命他以八萬元交保。張誌家透過律師表示否認打假球。La New熊在15日確認張誌家遭交保後依照球團規定即刻開除、永不錄用，並提出民事求償。

### 中信鯨隊（偵辦2007年黑鯨事件）
12月18日，前中信鯨（已經於2008年底解散）球員杜章偉、高俊強（現為業餘甲組桃園航空城棒球隊）和林永坤（現為台北市隊）遭板檢約談，檢方以三人疑似在職棒時期打假球、仲介球員，且有串證之虞，向板橋地方法院聲押獲准。
12月30日，板檢約談曾在台南地檢署偵辦議長吳健保所涉職棒假球簽賭案中，列被告的前中信鯨隊長曾漢州及吳健保集團成員黎紹君，曾漢州堅決否認涉案，但檢方在訊後以涉及組織犯罪條例、恐嚇、賭博等罪嫌，有反覆實施之虞，向法院聲押獲准。
2010年1月4日，前中信鯨球員黃宏任、李義偉在檢方約談時承認於2007年效力中信鯨時遭收買打假球，兩人並分別交出不法所得7萬元和1萬元。檢方以兩人交代涉案情節完整，態度良好，訊後將兩人飭回。
1月15日，板橋地檢署約談前中信鯨球員許人介、陳永哲，訊後以兩人疑於2007年間接受遭簽賭集團吸收，涉嫌打假球及牽線其他球員向法院聲請羈押。陳永哲在法院聲押庭認罪，許人介則被法官認為涉案情況未達羈押程度，2人都獲得釋放。

### 吳健保
2010年2月1日，板檢傳喚台南縣議會議長吳健保到案，根據先前調查結果，詢問他是否涉入職棒假球案，但吳健保表示跟他毫無關連。

## 板橋地檢署偵結
板橋地檢署檢察官王正皓在2010年2月10日偵查本案終結，共計遭起訴、緩起訴或職權不起訴者合計67人，其中24人遭起訴，35名現役或前職棒球員認罪並繳交不法所得，獲得緩起訴或不起訴處分。本案是中職五波假球案中，規模最大、涉案球員最多的一次。

### 簽賭集團涉案情由
板檢檢察官王正皓共起訴三個假球集團，分別是「雨刷」、「余則彬」和「吳健保」，三個集團有時彼此競爭、互相對賭，有時也合作綁球員。起訴書指出，2006年間涉及操控職棒球員打假球詐賭的集團，北部地區至少有余則彬、李權麟、蔡文斌、林秉文、H集團等5組集團，雲嘉地區至少有C集團，臺南地區至少有吳健保集團，高雄地區至少有蔡政宜集團及J集團。這些集團大多各自運作球員於比賽中打假球詐賭，惟有時會相借球員合力運作或彼此廝殺。
檢方調查後發現，假球集團收買球員的價碼為先發投手100萬、中繼投手50萬、野手30到50萬、外籍先發投手4萬美元、外籍中繼後援投手2萬美元，連沒上場的球員都可以分紅5萬元。而球員以投出容易打擊的球、故意投出保送、適時暴投、漏接、被三振、打滾地球等方式放水。檢調初步清查出從2006年起，共有32場比賽涉嫌造假。其中最富代表性的是2007年5月26日的象蛇之戰。余則彬意欲操控象隊輸球，沒想到蛇隊表現不佳失分甚多，最後兄弟象丟23分，超過蛇隊的16分，打破多項中職紀錄。
假球集團往往透過親友、同學等人際關係，打探花費大、有經濟問題的球員，先幫他們解決之後才開口要他們幫忙。有球員抱著僥倖心態，一年打個一、兩場假球，把不法所得當成「退休金」。也有球員打了幾次後想罷手卻往往脫不了身。

#### 雨刷集團
「雨刷」蔡政宜從2002年開始參與簽賭，由於勝率太低而開始試圖操控中信鯨隊，2005年二次假球案（黑熊事件）爆發，涉案大組頭李權麟潛逃海外，蔡政宜順勢接收La new熊隊地盤，並透過宋肇基及高苑工商教練收買熊隊及中職高苑體系球員。蔡政宜收買球員之方式多為出借金錢給有應急需求之球員或其家屬，平常另不定期給予小額零用金。此外也提供球員酒店消費或性招待。總體來說，雨刷集團單純以利益吸收球員，並未強迫球員放水。

#### 吳健保集團
吳健保集團則在利誘之外，尚以暴力與恐嚇手段威脅球員配合。吳健保曾有數次因為操縱球隊失敗，輸掉鉅額賭金，指示手下黎紹君（曾被提報流氓感訓）及當時中信鯨隊長曾漢州，將杜章偉、鄭昌明等中信鯨隊十多名球員從下榻飯店召喚到議長服務處及KTV等地，以罵三字經、作勢毆打球員、摔酒瓶、狠踹啤酒桶、暗示身上帶槍等方式讓球員心生恐懼。同時又以「你們家人住哪裡，我都知道，下次打放水球再失敗給我試試看」等語威脅球員。吳健保長期擔任地方民意代表，並於2010年再次當選第一屆大台南市議員。

#### 集團合縱連橫
吳、蔡兩人曾在2006年合作操控中信鯨球員打假球，因利益分配不均拆夥。蔡政宜遂轉而與余則彬集團合作。
余則彬在2006年以前即已透過莊侑霖運作兄弟象隊球員配合打放水球。莊侑霖於2007年初前往日本沖繩，兄弟象隊舊有的打放水球班底多不願聽從余則彬之指示，待莊侑霖於該年5月回國並重新聯絡吳保賢、王勁力等球員後，才重新展開假球布局。蔡政宜與余則彬、莊侑霖自2007年8月開始合力運作兄弟象隊放水輸球。雨刷勢力進入兄弟象隊後，躍居假球集團龍頭。蔡政宜後來分別與黃川井等不同組頭合作，並不時更換合作對象以保持自身最龐大的勢力。

### 檢方偵結處分

#### 起訴
板橋地檢署檢察官王正皓以詐欺、賭博罪嫌起訴蔡政宜、黃仁義、余則彬、莊侑霖等人，未具體求刑。另以組織犯罪、恐嚇、詐欺、賭博等罪嫌起訴吳健保、黎紹君、曾漢州，各具體求刑有期徒刑9年、6年、4年，併科罰金5000萬元、500萬元、100萬元等。
職棒球員部分，檢察官王正皓共起訴兄弟象隊總教練中込伸（求刑1年6月）、球員陳致遠（求刑2年）、蔡豐安（求刑2年）、楊博任（求刑1年6月）、La New熊隊張誌家（求刑2年）、中信鯨隊許人介（求刑1年6月）。

#### 不起訴或緩起訴
共有35名現役或前職棒球員認罪並繳交全部或部分不法所得，獲得檢察官王正皓不起訴或緩起訴處分。
另不起訴書指出，兄弟象隊投手曹錦輝、興農牛隊選手謝佳賢，雖與組頭過從甚密並接受性招待，但無實證顯示兩人打放水球，故以不起訴處分。

### 當事人回應
- 興農牛宣布，謝佳賢接受不當利益，予以開除[47]。

- 兄弟象隊宣布開除遭起訴的陳致遠。陳致遠則表示檢方所言並非事實，將在法院開庭時上訴到底[48]。

- La new熊隊與兄弟象隊分別對旗下涉案球員提起民事訴訟，要求球員給付違約金300萬到2000萬元不等。中華職棒聯盟也將對蔡政宜、吳健保和涉案球員提告[49]。

- 曹錦輝發表親筆簽名聲明稿認錯，並願意以公益活動方式彌補錯誤[50]。

- 黃俊中認錯，對La new熊隊老闆感到抱歉，但對於遭到球團求償1088萬元，希望球團高抬貴手不要趕盡殺絕。他表示，在美國大聯盟，合約、醫療及薪資制度十分完善，加上政府全力支持，球員都拚命爭取好表現。但在台灣，球員受傷不敢講、沒有複數年合約保障、起薪低、球員沒尊嚴等等，固然台灣的職業棒球水準比美國低，待遇自然不能相提並論，不過，球員沒有保障，讓他們容易起歹念。他說抓簽賭站、黑道根本不可能解決假球問題，關鍵還是提高球員待遇與保障[42]。

- 2月26日，象隊曾嘉敏表示，他在檢調第一次約談時，因威脅他的假球集團尚未曝光，為保護家人故而承認放水，但第二次約談時已改口否認。他係在加入職棒前向朋友借款20萬元，事後對方表示必須幫雨刷集團打放水球才能抵償債務，他拒不配合，後來遭到兩個簽賭集團威脅利誘夾擊，口頭上答應雨刷幫忙一次，而該場比賽他正好因腰傷表現不佳被雨刷認為配合放水，但事後曾嘉敏並未收受雨刷提供的對價。兄弟象隊在2010年球季初提出登錄曾嘉敏為球員，但中華職棒聯盟以曾遭檢方認定打假球而不准其登錄[51]。3月2日曾嘉敏發表聲明，將向聯盟提交仲裁，並向法院聲請假處分以回復工作權[52]。

- 檢方第二波偵辦後遭起訴的陳峰民表示，從沒有跟蔡森鴻、蔡政宜等人有任何來往，也絕無收錢打放水球，檢方只採信涉案人的供詞，並且沒有相關金錢流向、通聯紀錄等證據就直接將他起訴，對此陳峰民表示無奈且生氣，將會整理相關的證據，召開記者會供外界檢視[53]。

- 2010年4月23日，遭起訴求刑一年半的兄弟象隊前總教練中込伸在板橋地方法院召開的預備庭上認罪，表示因為擔心莊侑霖遭黑道追殺出事，曾在一場比賽消極配合調度投手打假球，但否認其他四場比賽作假的指控。中込伸成為世界職棒史上首位坦承打放水球的職棒總教練[54]。

## 第二波偵辦
2010年2月24日，檢方開啟第二波偵辦行動，約談熊隊投手吳偲佑。吳偲佑坦承在2006年時為了幫朋友清償債務，接受蔡政宜指揮打了兩場假球。25日約談熊隊捕手陳峰民，因事證不明確，訊後請回。
3月9日，板檢偵辦職棒假球案第二波偵結，熊隊投手吳偲佑坦承犯案，檢方做出職權不起訴處分；另檢方查出熊隊捕手陳峰民在2006年5月2日以70萬元對價打假球，但陳否認，檢方認其無悔意，將其依詐欺罪嫌起訴，並求刑一年六月(最終獲判無罪定讞)。

## 相關事件

### 兄弟象指控林易增涉賭
2009年10月30日，兄弟象領隊洪瑞河表示曾接到該隊前總教練林易增帶現金找球員打假球的消息，他向調查局報案，也移送高雄地檢署偵辦，但並無下文。林易增回應並無此事，自己是遭到抹黑。
2009年12月23日，洪瑞河再次爆料，爆料早在1996年首度爆發職棒假球案時，洪瑞河曾私下約談林易增，問他是否有打放水球，林易增坦言確有此事，但強調「沒有收錢，只是來拜託的是朋友，『友情贊助』幾場而已」。
2010年3月3日，高雄地檢署偵結林易增涉賭案，林易增坦承曾於2007年間透過南部簽賭站組頭陳正德下注職棒5次，檢方給予緩起訴處分及棒球教學服務40小時。

### 兄弟象存廢問題
由於兄弟象隊球員將近一半遭到檢調約談，並有多名球員認罪，兄弟象球團一度考慮是否解散球隊。期間球迷發起聲援，體委會也表示支持兄弟象繼續經營。
2009年11月5日，兄弟象領隊洪瑞河宣布球隊恢復正常運作，在8日展開秋訓，他同時發布辭去擔任了18年之久的領隊職務，由球團經理楊愛華接任。總教練則由屬於「二代象」的現役球員陳瑞振接任。

### 「救棒球」遊行活動
2009年11月29日，「球迷凍未條行動聯盟」在凱達格蘭大道發起「上街頭、救棒球」集會遊行活動，共有近千球迷參與，球界則有前職棒球員黃平洋和球評楊清瓏參加，訴求政府召開棒球國是會議，做出達到跨院層級，對整體棒球環境改善的決策
。

### 八八水災棒球義賽
2009年12月6日，旅外球員與國內職棒球員在台中舉行「八八水災棒球義賽」，分為西軍平地人隊與東軍原住民隊進行表演賽。包括美國職棒大聯盟選手王建民、郭泓志、倪福德、胡金龍，日本職棒選手陳偉殷、陽岱鋼（陽仲壽）及中華職棒選手陳致遠、林智勝、潘威倫等球員各以教練或上場選手身分參賽，吸引上萬名球迷進場觀看。許多選手表示，在假球案發生後依然按照原訂計畫舉辦這場義賽，對於陷入谷底的中職形象有及時拉拔的作用。

### 桃園航空城隊被取消協會盃冠軍
業餘聯賽桃園縣航空城棒球隊球員高俊強，因於中信鯨時期涉嫌職棒賭博案，在2009年11月協會盃開打前以犯罪嫌疑人身分接受檢方約談，當時總教練李居明為高俊強簽下保證書，並將高登錄、派上場比賽。12月18日高俊強再度遭檢方約談後收押，棒球協會為此取消航空城隊所獲得的協會盃冠軍，禁止該隊參加當月28日開打的盟主爭霸賽，同時將總教練李居明以連帶保證責任處以禁賽1年處分。

### 陳瑞振觸及黑名單問題
2008年米迪亞暴龍隊因球隊高層指揮旗下球員放水事件解散，中信鯨隊也在不久後解散，中華職棒為此舉辦首次特別選秀會，讓四支存續球團挑選暴龍和鯨隊的球員。
當時即有媒體報導中職列有一份「黑名單」（AB名單）指未經檢調單位調查，也未有涉案確證，但私下傳聞涉案的選手，而四隊皆有不錄用黑名單選手的默契。但中職聯盟否認有這份黑名單存在。儘管假球案連環爆的背景讓中職採取「寧可錯殺一百也不放過一個」的態度，這份傳聞中的黑名單公信力還是被本次黑象事件打上一個大大的問號。
2010年1月13日，兄弟象總教練陳瑞振有鑑於陣中多人涉案戰力大減，希望接觸、吸收前米迪亞暴龍投手、現為業餘台中市威達超舜棒球隊球員的許竹見未果。陳瑞振在答覆媒體詢問時說「黃宏任、李義偉都在黑名單內，為什麼當時其他球團可以吸收；既然如此，我們應該也能找回許竹見」，間接證實黑名單的存在。對此牛隊否認有黑名單，獅、熊兩隊則表示不清楚。許竹見表達加盟意願，並說「如有涉賭，願賠10倍薪水」，但兄弟象最後仍拒絕許竹見加盟。復出失敗的許竹見也在2011年6月正式高掛球鞋轉換跑道從商。

### 統一獅領隊林增祥突遭解職
2010年3月29日，統一獅領隊林增祥忽然遭到球隊解職。林增祥隨即公開表示，自己是遭到影射「綁一大票洋將打假球」被球團要求自動辭職，但他強調自身清白，任內統一獅隊創下十七連勝及三連霸等佳績，不曾與雨刷有任何接觸，也不認識雨刷，完全不怕檢調單位調查。

## 影響

### 加入中職意願降低
由於中華職棒假球案五年四爆，選手待遇也不如日職、韓職與MLB，此外缺乏完整的二軍制度，導致選手平均職業生涯只有五年，使得台灣三級棒球好手、業餘成棒隊員，甚至旅外歸國球員對於加入中職意願降低。
除了中職外，加入合作金庫或台灣電力等由企業經營的業餘球隊，不同於中職窄門且競爭激烈，退役後可以到母企業上班謀得一份穩定工作。譬如名列亞錦賽全壘打王與打點王的合作金庫選手吳宗峻，因中職假球案而對興農牛開出300萬簽約金邀約慎重考慮。最後興農牛積極遊說並提高簽約金到350萬才點頭答應，但同為牛隊代訓球員的陳瑞慕，依然因為假球案的影響而決定留守台電；前中信鯨代訓球員林瀚特別選秀會第2輪被統一獅指名，但因合約談判有落差，決定留在合庫。
另外，有實力旅外的球員，也都會考慮直接挑戰日職或MLB。La New熊隊代訓球員左投手王溢正，退伍後熊隊以350萬簽約金的條件邀請他加盟，但也因為中職爆發假球案而決定接受橫濱DeNA海灣之星的邀請，到日本打球4年後才歸國加盟Lamigo桃猿。
此外，部分知名旅外好手返國後，也因為中職假球案而慎重考慮是否參加年底的新人選秀會，譬如備受矚目的前日本職棒東北樂天金鷹投手林恩宇表示他必須觀察聯盟與球團是否採取適當的因應的措施，制度面是否有改變，才能決定是否加入中華職棒。
不過當年12月8日舉辦的中華職棒2010年新人測試會，仍吸引了43位球員前來測試，人數比往年多。四支職棒球團的總教練或教練前往觀看，最後投手許峰賓、捕手方克偉、外野手楊竣凱等11名選手經推薦參與選秀。興農牛隊總教練徐生明對此表示：「棒球還是國人的最愛，但球員和教練就別辜負大家的期待，別把環境弄差，還是有很多來想參與職棒的。」

### 企業對於成立業餘棒球隊感到卻步
2009年3月，中華電信曾傳出籌組業餘棒球隊的消息，同時開出球員月薪8萬元的優渥待遇，但後來並無下文。媒體報導另一家原本打算組隊的科技業者，在職棒假球事件影響下，已停止組隊計畫。

## 善後

### 建立防弊機制
2009年11月3日，法務部和職棒球團代表達成共識，未來四支球隊分別由四個地檢署「認養」，以阻絕黑道簽賭勢力入侵，建立防堵機制。除原本即合作多年的統一獅隊和台南地檢署外，士林地檢署將認養兄弟象、台中地檢署接觸興農牛，高雄地檢署負責La New熊隊。
11月16日，行政院體育委員會召開落實防制黑道介入職棒運動會議，邀集法務部、士林地檢署、臺中地檢署、臺南地檢署、高雄地檢署、調查局、內政部警政署、中華職棒大聯盟及4球團參加，達成「檢、警、調」責任分區等9項共識，加強防制黑道介入職棒運動。主要的共識有：
- 確認4球團與4地檢署結盟，在檢、警、調協助下加強防賭工作。
- 由地檢署對球團提供法治教育和法律諮詢。
- 建立防賭資訊分享機制，爾後檢警調發現球員有異狀將立即通知聯盟及球團進行預防措施，球團發現球員有異狀也將立即通知檢警調協助追查。[77]

12月2日，體委會和檢警調達成共識，4個球團將和當地檢警調結盟，下個球季起全面監賽、分享資訊，且打擊地下賭盤，杜絕簽賭風潮。

### 棒球國是會議
12月1日，中華民國總統馬英九召開台灣史上第一次棒球國是會議，邀集行政院、體育委員會、教育部、法務部、內政部、警政署、新聞局等相關政府部會首長、中華職棒聯盟會長趙守博、4支職業球團負責人以及學者、球迷代表等進行討論。趙守博提出訂定類似棒球相關的專法、鼓勵企業投資體育、加強防賭措施、加重刑法之賭博罪等8項建議。會中除討論防弊措施，體委會主委戴遐齡也提出政府希望中職有興利的作為，如成立球員工會、建立最低薪資、讓渡制度、自由球員制度等。總統馬英九裁示成立「棒球振興小組」，由行政院副院長朱立倫擔任召集人，體委會為權責單位，各部會代表、球員工會、球迷共同參與，於1個月內提出改革振興方案，以現有棒球振興計畫為基礎，擬定跨部會整體計畫與執行時間表。馬英九並提出由法務部警政署等單位協助，在球團內部設類似政府政風單位的防弊的專職人員，加強球隊內控，並從制度面改善職棒的環境。

### 振興棒球元年專案
12月22日，行政院副院長朱立倫邀集相關部會及中華職棒聯盟、球團等相關單位舉行「第三次振興棒球專案小組會議」，會後宣布從次年起推動「振興棒球元年」計畫方案，體委會與教育部將共同在未來四年內投入新台幣20億元經費推展棒球運動。在具體的做法上，會議建議：
- 倍增基層棒球隊數並改革三級棒球賽制，以活絡基層棒球運動推展。
- 嚴格禁止涉賭球員進入社會甲組球隊，對於職棒退役球員打社會甲組棒球隊名額將採取漸進式限制。
- 職業棒球部分，除了已啟動的防賭平台，體委會近期將就建立防賭資訊通報機制，研議啟動偵查前具體防範措施，以防賭於未然。
- 為保障職棒球員生計，將促成球團依勞基法提撥薪資6%做為退休金，並享受退休所得免稅。
- 租稅優惠方面，將給予球團列舉扣除額100%的優惠。

各項措施將從2010年1月1日起實施。

### 中華職棒制度改革
12月23日，中華職棒各球團負責人召開常務理事會，決議實施多項新制度，將於2010年起實施：
- 自由球員制度（FA）：從兩聯盟（中華職棒與台灣大聯盟）合併的2003年起算，球員一軍資歷滿6年獲得旅外資格、滿9年成為自由球員；例行賽結束後3天內，中職公告具備旅外、FA的資格選手，有意行使該權利的球員必須在公告後7天內宣佈。一軍登錄天數滿125天為1個單位年，不足天數則併入下個年度。若是從2003年起算，最快2011年球季結束，將有選手成為自由球員。球員轉隊後薪資不得超過原球隊1.5倍。獲得FA選手的球隊，則必須支付該球員原屬球團轉隊費，金額為這名選手年薪的250%，或者是年薪150%加上1名非保護名單選手，再者為年薪150%加上最接近選秀第一順位指名權利。從選手宣佈成為FA開始，直到當年12月31日為自由交涉期，超過交涉期內，則成為「自由契約選手」。但即使在交涉期後這名選手加盟其他球團，還是要支付轉隊費，以前述條件1/2計算。

- 球員最低薪資保障：一軍球員最低月薪為新台幣7萬元，二軍選手若是月薪低於7萬元，球團將提撥6%作為專案儲存信託，退役時可領回[84]。

- 新版讓渡制度：遭到讓渡選手若是超過120個小時期限沒有被他隊吸收，即可成為「自由契約選手」，也就是無約狀態，各隊可自行吸收（舊版讓渡制度規定，球員遭讓渡後，其他球隊可在120個小時內接觸，若沒有球隊願意接手，被讓渡的球員必須到隔年的下半季才能重回球場，而且只能回原球隊，若原球隊不要，就無法繼續職棒生涯）[85]。

- 新人加盟簽約金1/3強制信託：新人選手加盟簽約金的1/3強制信託交由聯盟管理，若是這名選手涉及簽賭案，該款項將作為「違約金」交還球團，聯盟也將會提出「妨害名譽」等告訴。

- 各項防賭措施：設立檢舉獎金，鼓勵球迷或是選手舉發涉賭人士；賽前對選手進行酒測，沒有通過的選手將無法出賽[86]。

## 涉案者一覽
| 所屬組織／球隊                | 姓名            | 職務／守位    | 涉案嫌疑                    | 偵訊後狀況                                     | 檢方偵結處分                                      | 不法所得    | 備註                                                                      |
| ----------------------------- | --------------- | ------------- | --------------------------- | ---------------------------------------------- | ------------------------------------------------- | ----------- | ------------------------------------------------------------------------- |
| 雨刷集團                      | 蔡政宜 （雨刷） | 簽賭站負責人  | 詐欺 賭博                   | 認罪／收押禁見 後400萬元交保                   | 起訴 若未翻供請從輕量刑                           | -           | 2022年九合一選舉當選嘉義縣議員                                            |
| 雨刷集團                      | 黃仁義          | 會計及總管    | 詐欺 賭博                   | 收押禁見 後10萬元交保                          | 起訴，未具體求刑                                  | -           | -                                                                         |
| 雨刷集團                      | 蔡淵源          | 暗號手        | 詐欺 賭博                   | -                                              | 起訴，未具體求刑                                  | -           | -                                                                         |
| 雨刷集團                      | 陳東興 （黑豬） | 暗號手        | -                           | 認罪並繳交不法所得 收押禁見 後10萬元交保       | 緩起訴1年 40小時義務勞務                          | 100萬元以上 | -                                                                         |
| 雨刷集團 龜山國中棒球隊       | 張宗傑          | 教練,(白手套) | 詐欺 賭博 (仲介球員)        | 認罪 收押／押滿後交保                          | 起訴，未具體求刑                                  | -           | -                                                                         |
| 所屬組織／球隊                | 姓名            | 職務／守位    | 涉案嫌疑                    | 偵訊後狀況                                     | 檢方偵結處分                                      | 不法所得    | 備註                                                                      |
| 吳健保集團 台南縣議會議長     | 吳健保          | 集團負責人    | 主持組織犯罪 恐嚇 詐欺 賭博 | -                                              | 起訴 求刑有期徒刑9年 併科罰金5000萬元 強制工作3年 | -           | 2024年9月8日上午，於台南市立醫院病逝                                      |
| 吳健保集團                    | 黎紹君          | 簽賭站總管    | 參與組織犯罪 恐嚇 詐欺 賭博 | 收押禁見 後20萬元交保                          | 起訴 求刑有期徒刑6年 併科罰金500萬元 強制工作3年  | -           | 涉及2007年鯨隊假球案                                                      |
| 吳健保集團 中信鯨隊退役       | 曾漢州          | 外野手        | 參與組織犯罪 恐嚇 詐欺 賭博 | 否認涉案 收押禁見 後20萬元交保                 | 起訴 求刑有期徒刑4年 併科罰金100萬元 強制工作3年  | -           | 涉及2007年鯨隊假球案                                                      |
| 吳健保集團                    | 徐連造          | 集團成員      | 詐欺 賭博                   | -                                              | 起訴，未具體求刑                                  | -           | -                                                                         |
| 所屬組織／球隊                | 姓名            | 職務／守位    | 涉案嫌疑                    | 偵訊後狀況                                     | 檢方偵結處分                                      | 不法所得    | 備註                                                                      |
| 余則彬集團                    | 余則彬          | 集團負責人    | 詐欺 賭博                   | 收押禁見 後25萬元交保                          | 起訴，未具體求刑                                  | -           | 與雨刷集團合作                                                            |
| 簽賭為生 兄弟象隊退役         | 莊侑霖 (莊宏亮) | 仲介球員 投手 | 詐欺 賭博 (白手套)          | 認罪／收押禁見 後50萬元交保                    | 起訴，未具體求刑                                  | -           | 與雨刷集團合作                                                            |
| 簽賭為生 La New熊隊退役       | 黃俊中          | 仲介球員 投手 | 白手套                      | 認罪並繳交不法所得 收押禁見／後撤押飭回        | 緩起訴處分1年 40小時義務勞務                      | 100萬元     | 與雨刷集團合作                                                            |
| 台北地區組頭                  | 黃川井          | 組頭          | 詐欺 賭博                   | 收押禁見 後10萬元交保                          | 起訴，未具體求刑                                  | -           | 與雨刷集團合作                                                            |
| 台北地區組頭 前業餘球員       | 林柏晟 (林冠志) | 組頭          | 詐欺 賭博                   | 否認涉案 60萬元交保                            | 起訴 求刑有期徒刑4年                              | -           | 涉及熊隊假球案                                                            |
| 台北地區組頭                  | 達瑞瑋          | 組頭          | 賭博                        | -                                              | 起訴，未具體求刑                                  | -           | -                                                                         |
| 桃園地區組頭                  | 藍基益          | 組頭          | 賭博                        | -                                              | 起訴，未具體求刑                                  | -           | -                                                                         |
| 高雄地區組頭                  | 張順青          | 組頭          | 賭博                        | -                                              | 起訴，未具體求刑                                  | -           | -                                                                         |
| 雲林地區組頭                  | 吳明欽          | 組頭          | 詐欺 賭博                   | -                                              | 起訴，未具體求刑                                  | -           | -                                                                         |
| 高雄地區酒店業者              | 游政發          | 組頭          | 賭博                        | -                                              | 起訴，未具體求刑                                  | -           | -                                                                         |
| 無業                          | 陳盈妃          | -             | 賭博                        | -                                              | 起訴，未具體求刑                                  | -           | -                                                                         |
| 兄弟象隊退役                  | 林易增          | -             | 簽賭                        | 認罪                                           | 緩起訴處分 40小時義務棒球教學                     | -           | 2007年涉案，當時無所屬 高雄地檢署偵辦                                     |
| 所屬組織／球隊                | 姓名            | 職務／守位    | 涉案嫌疑                    | 偵訊後狀況                                     | 檢方偵結處分                                      | 不法所得    | 備註                                                                      |
| 兄弟象隊                      | 曹錦輝          | 投手          | 打假球                      | 否認涉案 8萬元交保                             | 不起訴處分，但不起訴書認定他意圖放水              | 無          | 2009年底離隊，2015年1月重返MLB加入洛杉磯道奇隊                            |
| 兄弟象隊                      | 中込伸          | 總教練        | 詐欺 賭博                   | 否認涉案 8萬元交保 被起訴後認罪                | 起訴 求刑有期徒刑1年6月                           | -           | -                                                                         |
| 兄弟象隊                      | 陳致遠          | 外野手        | 詐欺 賭博                   | 否認涉案                                       | 起訴 求刑有期徒刑2年                              | -           | -                                                                         |
| 兄弟象隊退役 南投中興國中教練 | 蔡豐安          | 一壘手        | 詐欺 賭博 （象隊白手套）    | 否認涉案 20萬元交保                            | 起訴 求刑有期徒刑2年                              | -           | 於象隊時期涉案 2006年8月離隊                                              |
| 兄弟象隊退役 桃園航空城隊     | 楊博壬          | 內野手        | 詐欺 賭博 （打假球）        | 認罪 10萬元交保                                | 起訴 求刑有期徒刑1年6月                           | -           | 於象隊時期涉案 2008年底離隊                                               |
| 兄弟象隊                      | 吳保賢          | 投手          | 打假球 象隊白手套           | 認罪並繳交不法所得 聲押駁回                    | 緩起訴處分1年 40小時義務勞務                      | 100萬元以上 |                                                                           |
| 兄弟象隊                      | 王勁力          | 投手          | 打假球 象隊白手套           | 認罪並繳交不法所得 聲押駁回                    | 緩起訴處分1年 40小時義務勞務                      | 100萬元     | -                                                                         |
| 兄弟象隊                      | 李濠任          | 投手          | 打假球                      | 認罪並繳交不法所得 20萬元交保                  | 緩起訴處分1年 40小時義務勞務                      | 100萬元     | -                                                                         |
| 兄弟象隊                      | 朱鴻森          | 內野手        | 打假球                      | 認罪並繳交不法所得 10萬元交保                  | 緩起訴處分3年 200小時義務勞務                     | 65萬元      | -                                                                         |
| 兄弟象隊                      | 汪竣泰          | 捕手          | 打假球                      | 認罪並繳交不法所得 8萬元交保                   | 職權不起訴處分                                    | 20萬元      | -                                                                         |
| 兄弟象隊                      | 買嘉瑞          | 投手          | 打假球                      | 認罪並繳交不法所得 15萬元交保                  | 職權不起訴處分                                    | 120萬元     | 於2020年9月30日在台南市六甲區工研路發生休旅車翻落邊坡車禍，買嘉瑞送醫不治 |
| 兄弟象隊                      | 黃榮義          | 投手          | 打假球                      | 認罪並繳交不法所得 10萬元交保                  | 職權不起訴處分                                    | 10萬元      | -                                                                         |
| 兄弟象隊                      | 郭一峰          | 捕手          | 打假球                      | 否認涉案／15萬元交保 後認罪並繳交不法所得      | 緩起訴處分3年 200小時義務勞務                     | 100萬元     | -                                                                         |
| 兄弟象隊                      | 黃正偉          | 外野手        | 打假球                      | 否認涉案／15萬元交保 後認罪並繳交不法所得      | 緩起訴處分3年 200小時義務勞務                     | 100萬元以上 | -                                                                         |
| 兄弟象隊                      | 楊宗範          | 外野手        | 打假球                      | 認罪並繳交不法所得 8萬元交保                   | 職權不起訴處分                                    | 5萬元       | 2009年底離隊                                                              |
| 兄弟象隊                      | 劉耿欣          | 內野手        | 打假球                      | 認罪並繳交不法所得                             | 職權不起訴處分                                    | 60萬元      | -                                                                         |
| 兄弟象隊退役 桃園航空城隊     | 陳懷山          | 外野手        | 打假球                      | 認罪並繳交不法所得                             | 職權不起訴處分                                    | 100萬元以上 | 於象隊時期涉案 2009年離隊                                                 |
| 兄弟象隊退役 桃園航空城隊     | 劉俊男          | 投手          | 打假球                      | 認罪 10萬元交保                                | 緩起訴處分3年 200小時義務勞務                     | 200萬元     | -象隊時期涉案 2007年底離隊                                                |
| 兄弟象隊退役 桃園航空城隊     | 莊瑋全 (莊培全) | 投手          | 打假球                      | 認罪 10萬元交保                                | 緩起訴處分3年 200小時義務勞務                     | 100萬元以上 | 於象隊時期涉案 2009年初離隊                                               |
| 兄弟象隊退役 業餘乙組教練     | 田顯明          | 投手、一壘手  | 打假球                      | 認罪並繳交不法所得 訊後飭回                    | 職權不起訴處分                                    | 15萬元      | 於象隊時期涉案                                                            |
| 兄弟象隊                      | 廖誠            | 投手          | 收賄                        | 聲稱收受金錢但未放水 繳交不法所得              | 緩起訴處分3年 160小時義務勞務                     | 60萬元      | 於2007年涉案                                                              |
| 前兄弟象隊職員                | 莊芳承          | 巴士司機      | 傳遞放水指令                | 認罪 請回、限制住居                            | 緩起訴處分1年 40小時義務勞務                      | 10萬元      | 於象隊時期涉案 2008年離職                                                 |
| 兄弟象隊                      | 曾嘉敏          | 投手          | 打假球                      | 初次偵訊認罪 二次偵訊否認                      | 職權不起訴處分                                    | 無          | 偵結後出面否認涉案                                                        |
| 所屬組織／球隊                | 姓名            | 職務／守位    | 涉案嫌疑                    | 偵訊後狀況                                     | 檢方偵結處分                                      | 不法所得    | 備註                                                                      |
| La New熊隊                    | 張誌家          | 投手          | 詐欺 賭博 (打假球)          | 否認涉案 8萬元交保                             | 起訴 求刑有期徒刑2年                              | -           | 於2024年1月1日在中國深圳因心肌梗塞過世                                    |
| La New熊隊                    | 蔡英峰          | 投手          | 熊隊白手套                  | 認罪並繳交不法所得 8萬元交保                   | 緩起訴處分3年 120小時義務勞務                     | 100萬元     | -                                                                         |
| La New熊隊                    | 蔡宗佑          | 內野手        | 熊隊白手套                  | 認罪並繳交不法所得 8萬元交保                   | 緩起訴處分1年 40小時義務勞務                      | 30萬元      | -                                                                         |
| La New熊隊                    | 許文雄          | 投手          | 打假球                      | 認罪並繳交不法所得 8萬元交保                   | 緩起訴處分3年 200小時義務勞務                     | 100萬元以上 | -                                                                         |
| La New熊隊                    | 蔣智聰          | 內野手        | 打假球                      | 認罪並繳交不法所得 8萬元交保                   | 緩起訴處分3年 200小時義務勞務                     | 100萬元以上 | -                                                                         |
| La New熊隊                    | 黃小偉          | 內野手        | 打假球                      | 認罪並繳交不法所得 8萬元交保                   | 緩起訴處分1年 40小時義務勞務                      | 30萬元以上  | -                                                                         |
| La New熊隊                    | 許志華          | 投手          | 打假球                      | 認罪並繳交不法所得 8萬元交保                   | 緩起訴處分3年 200小時義務勞務                     | 100萬元以上 | -                                                                         |
| La New熊隊                    | 林津平          | 內野手        | 打假球                      | 認罪並繳交不法所得 6萬元交保                   | 緩起訴處分1年 40小時義務勞務                      | 26萬元      | -                                                                         |
| La New熊隊退役 台北市成棒隊   | 許志昌          | 投手          | 打假球                      | 認罪並繳交不法所得 6萬元交保                   | 緩起訴處分3年 120小時義務勞務                     | 40萬元      | 於熊隊時期涉案                                                            |
| La New熊隊                    | 吳偲佑          | 投手          | 打假球                      | 認罪 訊後請回                                  | 職權不起訴處分                                    | 300萬元     | 2006年涉案 檢方第二波偵辦案件                                             |
| La New熊隊                    | 陳峰民          | 補手          | 打假球                      | 否認涉案                                       | 起訴 求刑有期徒刑1年6月                           | 70萬元      | 2006年涉案 2011年3月29日，地方法院與高等法院皆以證據不足，判決無罪定讞。  |
| 所屬組織／球隊                | 姓名            | 職務／守位    | 涉案嫌疑                    | 偵訊後狀況                                     | 檢方偵結處分                                      | 不法所得    | 備註                                                                      |
| 中信鯨隊退役                  | 許人介          | 外野手        | 詐欺 賭博 (打假球)          | 否認涉案 聲押駁回                              | 起訴 求刑有期徒刑1年6月                           | -           | 於鯨隊時期涉案                                                            |
| 中信鯨隊退役 桃園航空城隊     | 杜章偉          | 投手          | 打假球 鯨隊白手套           | 收押禁見 後撤銷羈押無保開釋 認罪並繳交不法所得 | 緩起訴處分1年 40小時義務勞務                      | 26萬元      | 於鯨隊時期涉案                                                            |
| 中信鯨隊退役 桃園航空城隊     | 高俊強          | 內、外野手    | 打假球 鯨隊白手套           | 收押禁見 後撤銷羈押無保開釋                    | 緩起訴處分3年 200小時義務勞務                     | 60萬元      | 於鯨隊時期涉案                                                            |
| 中信鯨隊退役 台北市成棒隊     | 林永坤          | 內野手        | 打假球 鯨隊白手套           | 收押禁見 後撤銷羈押無保開釋                    | 職權不起訴處分                                    | 10萬元      | 於鯨隊時期涉案                                                            |
| 前中信鯨隊 La New熊隊         | 黃宏任          | 投手          | 打假球                      | 認罪並繳交不法所得 檢方飭回                    | 職權不起訴處分                                    | 45萬元      | 於鯨隊時期涉案                                                            |
| 前中信鯨隊 現興農牛隊         | 李義偉          | 捕手          | 打假球                      | 認罪並繳交不法所得 檢方飭回                    | 緩起訴處分3年 200小時義務勞務                     | 150萬元     | 於鯨隊時期涉案                                                            |
| 前中信鯨隊 兄弟象隊           | 柳裕展          | 投手          | 打假球                      | 認罪並繳交不法所得                             | 緩起訴處分2年 80小時義務勞務                      | 40萬元以上  | 於鯨隊時期涉案                                                            |
| 中信鯨隊退役 桃園航空城隊     | 陳永哲          | 內野手        | 打假球 鯨隊白手套           | 認罪 聲押駁回、無保釋回                        | 緩起訴處分1年 40小時義務勞務                      | 20萬元以上  | 於鯨隊時期涉案                                                            |
| 中信鯨隊退役 台北市成棒隊     | 陳嘉宏          | 內野手        | 打假球                      | -                                              | 緩起訴處分3年 160小時義務勞務                     | 60萬元      | 於鯨隊時期涉案                                                            |
| 中信鯨隊退役                  | 黃政琦          | 外野手        | 打假球                      | -                                              | 職權不起訴處分                                    | 30萬元      | -                                                                         |

註1：本表依據板橋地檢署於2010年2月10日公布之本案起訴書、緩起訴書、不起訴書及偵結情形一覽表整理。
註2：凡經檢方交保、收押、起訴或自行認罪之現役職棒球員，各職業球團皆以開除處分，中華職棒聯盟永不錄用。La New熊隊另提告要求民事賠償。偵結時為業餘球員身分者，所屬球隊皆開除處分，中華棒球協會不准登錄參賽。偵結時為各級棒球教練者，學生聯盟或相關主管單位皆不准登錄參賽。
註3:陳峰民於2011年3月29日，經法院審理，地方法院與高等法院皆以證據不足，判決無罪定讞。

## 外部連結
- 臺灣板橋地方法院檢察署職棒簽賭新聞稿及起訴書等（页面存档备份，存于）
- 2009年中華職棒假球事件在台灣棒球維基館上的頁面（繁體中文）